# Bec de canard (Cameroun)
Pour les articles homonymes, voir Bec de canard.

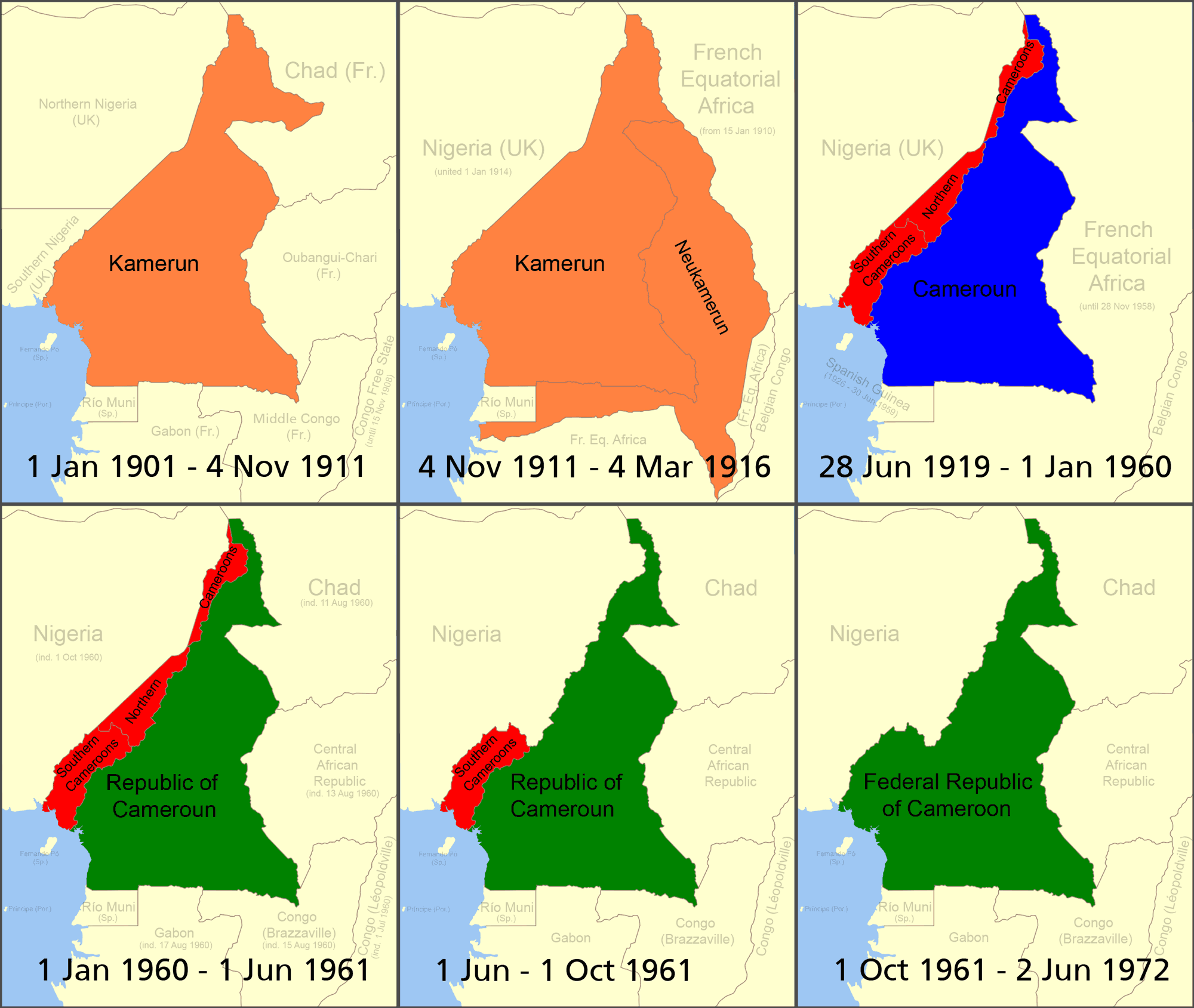
Le « Bec de Canard » en haut à droite (avant 1911).

Le Bec de Canard (en allemand : Entenschnabel) était un territoire du nord-est du Cameroun allemand disputé par l'Empire colonial allemand et l'Empire colonial français, entre 1894 et 1911. C'est un exemple du règlement des frontières entre les puissances coloniales de l'époque.

## Historique
Ce territoire était peuplé avant l'ère coloniale par des peuples Peuls et Haoussas. À la fin du XIXe siècle, l'Empire allemand, qui s'est mis dans la course coloniale tardivement, prend possession de la côte camerounaise et organise des expéditions au nord de sa colonie du Kamerun, étendant son influence aux abords du lac Tchad. 
Finalement, un traité avec la France du 15 mars 1894 donne à l'Allemagne les territoires au nord du 10e parallèle jusqu'au fleuve Chari, aussitôt appelé le « Bec de Canard » qui marque la frontière de l'Afrique centrale.
Au moment du règlement de la crise d'Agadir, le traité franco-allemand du 4 novembre 1911, signé à Berlin, attribue le Neukamerun à l'Allemagne, en échange de quoi la France se voit reconnaître son protectorat au Maroc et obtient en plus la partie orientale du Bec de Canard (les territoires situés sur la rive orientale du Logone) qu'elle intègre à ses possessions d'Afrique-Équatoriale.
Aujourd'hui le Bec de Canard créé par le traité de 1894 se trouve partagé entre le Cameroun et le Tchad.

## Notes

La partie du Bec de Canard, en vert, administrée en 1911 par la France.